# Napoli velata
Napoli velata és una pel·lícula italiana del 2017 dirigida per Ferzan Özpetek.

## Argument
Durant el tradicional naixement "femminielli", Adriana, una metgessa forense, és seduïda pel  jove Andrea. Ambdós passen una nit d'amor ardent, i el noi s'organitza per conèixer-la aquella mateixa nit, fent-li entendre que li agradaria sortir amb ella. Tot i això, l'Andrea no es presenta a la reunió, deixant l'Adriana molt decebuda. L'endemà, examinant el cos d'un noi trobat mort i privat brutalment dels seus globus oculars, l'Adriana hi reconeix l'Andrea.
La dona queda commocionada pel que va passar, també perquè descobreix que el jove li havia fet nombroses fotografies mentre dormia completament nua després d'un coit; Així, intenta investigar el seu assassinat, ajudada pel seu fidel amic Pasquale i contraposada per la seva tia Adele. Aviat s'adona que algú la persegueix, probablement perquè l'Andrea va amagar alguna cosa a casa seva durant la nit que van passar junts. Al funeral d'Andrea, coneix les ambigües Ludovica i Valeria, un parell d'antiquaris que sembla que volen dissuadir-la de cavar massa en el cas. Mentrestant, Adriana comença a percebre la presència d'una persona idèntica a l'Andrea; convençuda que és un fantasma, seguint el consell de la seva amiga de confiança Catena ve a consultar Donna Assunta, una bruixa que li dóna una resposta fosca.
Una nit, l'Adriana es troba amb un noi idèntic a l'Andrea, que però afirma ser Luca, el bessó del noi perdut des de fa temps. Luca és a Nàpols per conèixer el seu germà que mai ha conegut. L'Adriana el dóna la benvinguda a casa seva i s'estableix una relació morbosa entre ambdós, i Luca que es torna violentament possessiu. Paral·lelament, Antonio, adjunt del comissari que s'encarrega del cas, passa informació a l'Adriana sobre l'assassinat d'Andrea, que tenia una activitat secreta de contraban d'art. Aleshores, Adriana troba uns números escrits per Andrea al mirall de casa seva: al principi està convençuda que són el que buscava l'assassí, però en investigar-los s'adona que el seu significat és molt més fosc i sembla posposar-se a la ciutat de Nàpols.
La relació entre Adriana i Luca es fa cada cop més tèrbola, i el noi es posa gelós de tothom, especialment d'Antonio. Mentrestant, la investigació continua, però per a la dona ara adquireix les característiques d'un viatge al seu passat: l'Adele, després d'haver vist aixecar el vel dels fets passats, explica a la seva neboda la relació que havia tingut amb el seu pare Domenico, que havia portat la seva mare Isabella a la bogeria. En Pasquale es reuneix amb l'Adriana per parlar-li de la investigació sobre els números trobats al mirall i alertar-la, però durant la reunió mor de cop. Després de l'autòpsia, la seva companya Liliana li informa que va morir d'un atac cardíac, però Adriana desconfia molt i té la hipòtesi que va ser enverinat. També descobreix per Rosaria, la comissària de policia encarregada del cas, que l'Andrea va ser assassinada per vendre un artefacte fals.
Al funeral de Pasquale, Adele, consternada, llança una forta acusació contra Nàpols, titllant-la d'"assassí dels seus propis fills"; això dóna a Adriana la clau per repensar el seu passat i reviure l'escena, que va presenciar quan era petita, de l'assassinat de Domenico per Isabella, que després es va suïcidar. La dona finalment aconsegueix acceptar el tràgic succés amb serenitat. Adriana s'enfronta així a Luca, que resulta ser una projecció de la seva ment, una personificació del seu difícil passat. La dona, amb l'ajuda de l'Antonio, aconsegueix finalment fer comptes amb ell i enviar-lo.
Temps després, Adriana va deixar la seva feina, està a punt de mudar-se i ha iniciat una relació amb Antonio. Durant una cerimònia de lliurament de premis a la capella Sansevero, en honor a Ludovica i Valeria, Adriana coneix la seva excompanya Liliana, descobreix que coneix els dos antiquaris, que reiteren una vegada més la necessitat que la veritat es mantingui velada com el famós Crist. Quan se'n va, una conserge li entrega un objecte: es tracta d'un amulet de la sort en forma d'ull que va pertànyer al seu pare, que li havia donat l'Adele i que ella al seu torn li havia donat a Luca. El conserge li diu que l'objecte el va deixar caure el nen que l'acompanyava, però ella afirma que va anar sola a la cerimònia. Conscient que mai sabrà la veritat, però serena en acceptar-la, Adriana camina pels carrers de Nàpols.

## Repartiment
- Giovanna Mezzogiorno: Adriana / Isabella
- Alessandro Borghi: Andrea Galderisi / Luca
- Anna Bonaiuto: Adele
- Peppe Barra: Pasquale
- Biagio Forestieri: Antonio
- Lina Sastri: Ludovica
- Isabella Ferrari: Valeria
- Luisa Ranieri: Catena
- Maria Pia Calzone: Rosaria
- Carmine Recano: Domenico
- Loredana Cannata: Liliana
- Rosaria De Cicco: Cartomante
- Angela Pagano: conserge
- Maria Luisa Santella: Donna Assunta

## Producció

### Guió
Özpetek va declarar que la gènesi de la pel·lícula va sorgir després d'una reunió en un sopar amb la seva actriu fetitxe Serra Yılmaz; el director s'havia passat una estona parlant amb una noia, a qui va definir com a «molt interessant» i «molt sensual», que al final de la vetllada havia marxat revelant que era forense: «Em va sorprendre la contrast entre aquella personalitat tan seductora i una feina tan freda i racional. A partir d'aquella reunió vaig començar a construir aquesta història.» Va treballar en el tema durant deu anys.
Durant el període que va passar a Nàpols dirigint La traviata, escenificada al Teatro San Carlo, Özpetek va conèixer gent que li va fer descobrir aspectes de la ciutat que no coneixia. , sorprès per la similitud que la vinculava amb Istanbul, la seva ciutat natal: «són semblants pel que fa als sentiments de la gent i la seva actitud, llavors tots dos tenen el mar. Hi ha llaços estranys.» El director també va quedar impressionat per la «forta sensació de la mort» que planeja a Nàpols, «però els napolitans hi juguen i ho fan una cosa per no tenir por", va dir. Per aquest motiu va decidir muntar-hi una pel·lícula amb tint negre, amb la voluntat de distanciar-se també de les representacions d'estil Gomorra de la ciutat.
L'escriptura del guió va durar dos anys i va ser escrita amb l'ajuda de Valia Santella i Gianni Romoli, l'històric coguionista i productor del director. Romoli va afirmar que durant l'escriptura del guió no hi havia cap intenció per part de ningú d'inserir cites cinematogràfiques conscientment. Els elements de la «tradició de la ficció criminal femenina», nascuda gràcies a les obres de Francesco Barilli, Luigi Bazzoni i Dario Argento, «en què els protagonistes pateixen trastorns mentals i desdoblaments", diu Romoli, són una "especificitat totalment italiana" i es van incloure inconscientment al guió perquè ara havien passat a formar part de l'imaginari col·lectiu.
Özpetek va anunciar aquest projecte a la 73a Mostra Internacional de Cinema de Venècia, quan el guió encara estava per completar. L'elecció del títol es va basar en un terme i un tema, el de "vel" , que el director es va trobar diverses vegades connectat amb tota la ciutat de Nàpols, no sols amb el famós Crist Velat. Per a Özpetek el "vel" indica el «el fet que per entendre millor la ciutat i l'espectacle cal entreveure més que sentir.»

### Càsting

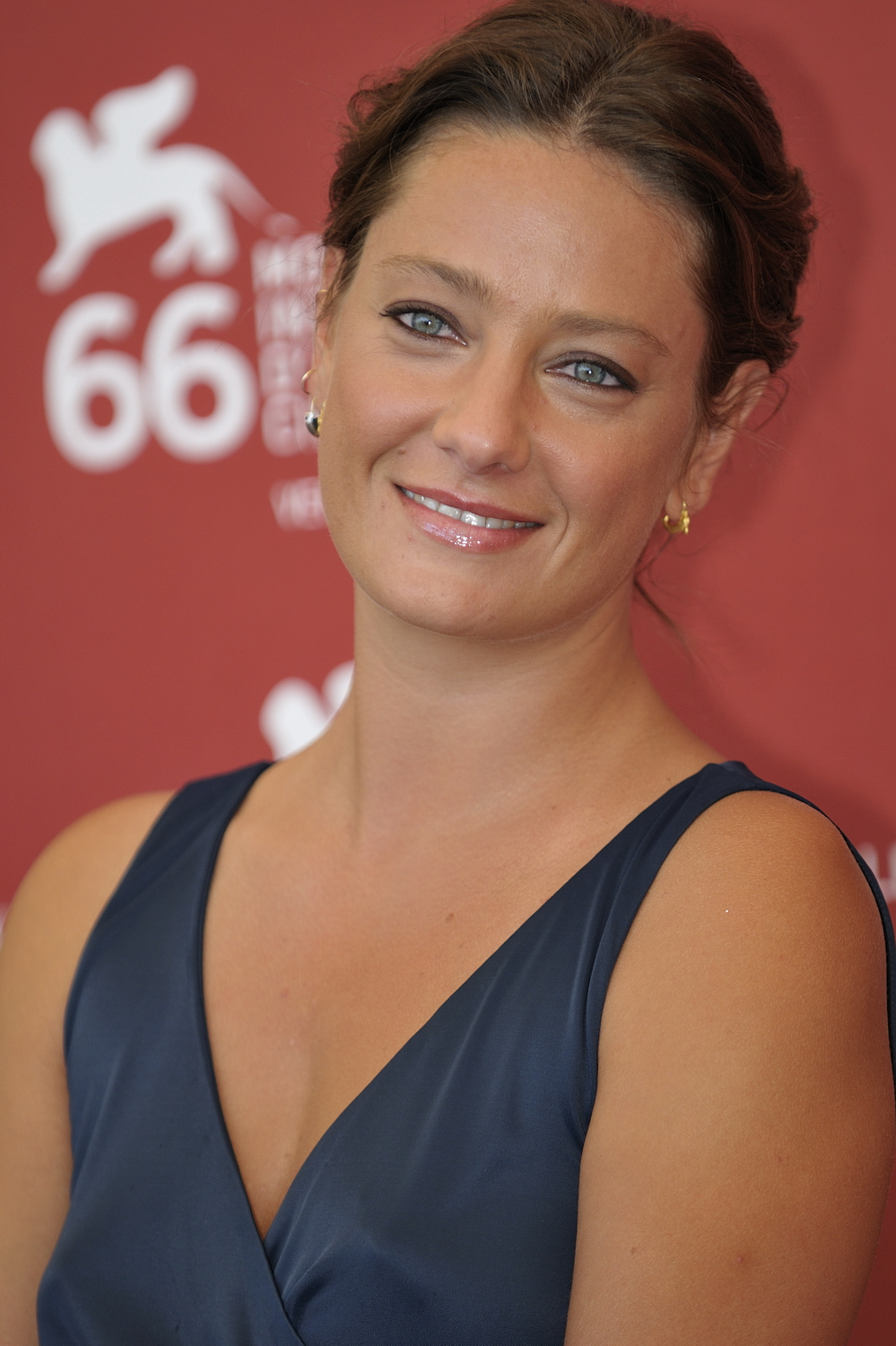
Giovanna Mezzogiorno amb Napoli velata smarca la seva segona col·laboració amb Özpetek quinze anys després de La finestra di fronte.

Giovanna Mezzogiorno interpreta la protagonista Adriana. L'actriu va dir que va ser contactada pel director al final d'escriure el guió l'estiu del 2015, perquè Özpetek "necessitava una cara precisa" per poder escriure el guió de la millor manera possible. Giovanna va acceptar, impactada per la història que definia com a «profunda» i «irenunciable». El director es va mostrar molt satisfet amb l'actuació de Giovanna Mezzogiorno com a actriu: «Hi ha moltes actrius molt bones, però aquest paper era adequat per a ella. Vaig tenir una sensació real, després de veure la pel·lícula: ella ni tan sols sap com és d'extraordinària.»
Mezzogiorno va descriure el seu personatge com «un paper molt complex que inclou molts aspectes: feminitat, passió física, solitud, angoixa mental. Una professional, una dona burgesa que ens permet mostrar interiors d'un Nàpols que es veuen poc sovint, amb atmosferes molt estranyes, plens d'història, foscos i fascinants, ambients molt rics i sumptuosos.»
Alessandro Borghi interpreta l'Andrea, una jove bussejador implicat en un comerç d'art clandestí, que sedueix l'Adriana, només per ser assassinat l'endemà de passar una nit de passió amb ella. Borghi va ser el primer actor a ser seleccionat per al paper i el director va afirmar haver-lo escollit immediatament, sorprès per un parpelleig inconscient de maldat als seus ulls, però tot i així va audicionar altres actors. Borghi era definit per Özpetek com «un gra al cul» per les moltes preguntes que va fer sobre el paper: «Després es va deixar anar», va concretar el director, «exigeix molt, i treu instint. Després del cap va mostrar el cor i va guanyar.»

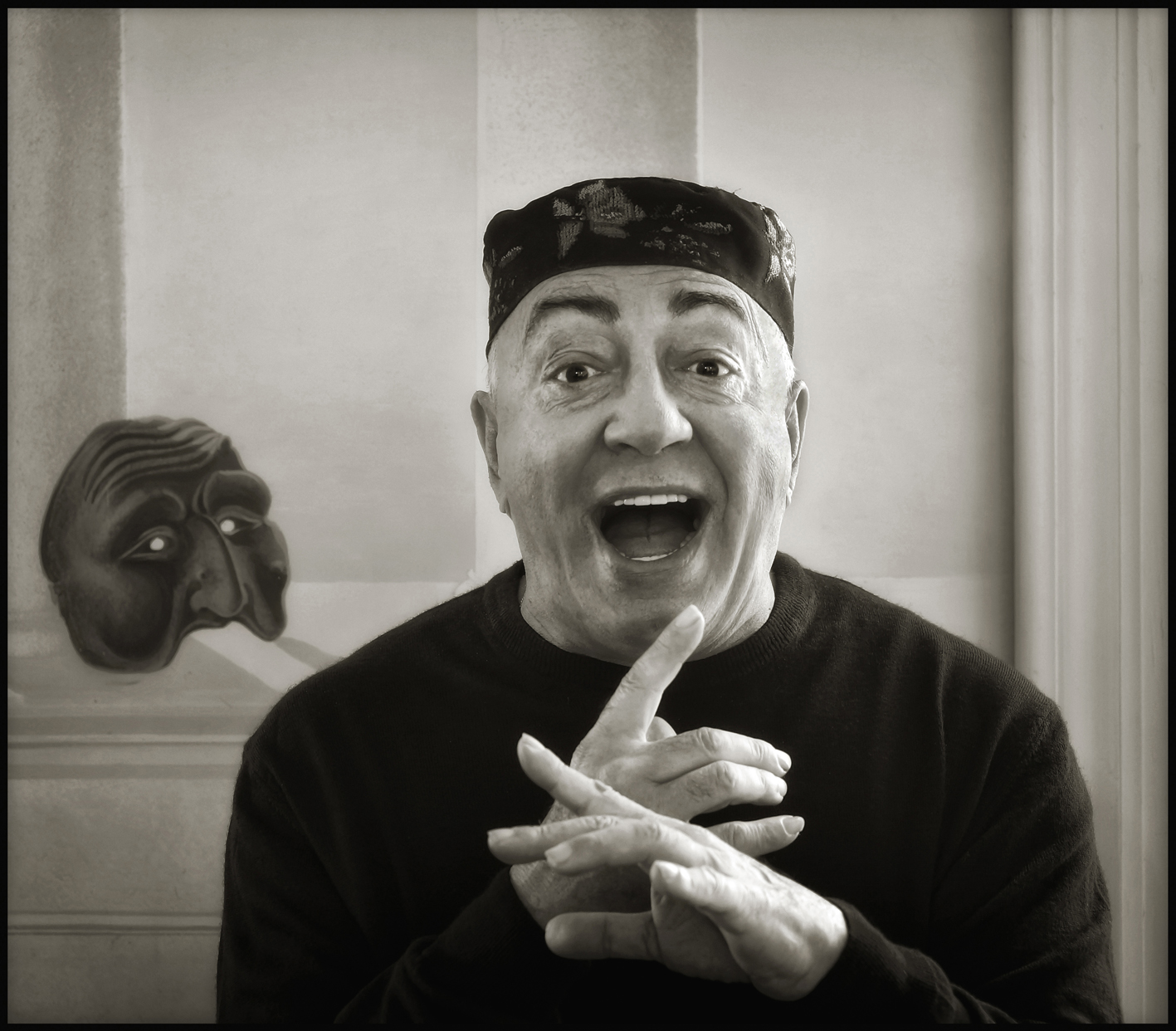
L'acto 2017r i cantant Peppe Barra.

En la seva primera col·laboració amb el director, l'actor la va definir com "una experiència preciosa". Entenent que amb aquest personatge va tenir l'oportunitat de "fer una cosa completament diferent" del que havia interpretat fins aquell moment. Borghi va arribar al plató després de tres setmanes de rodatge a causa de compromisos laborals anteriors. Ha va declarar que en un moment determinat es va deixar guiar pel director després d'haver-se "perdut una mica": només al final del rodatge va tenir clar la complexitat de la pel·lícula.
El repartiment inclou actors secundaris de l'escena napolitana, alguns dels quals estan en la seva primera col·laboració amb el director italo-turc. Anna Bonaiuto va ser escollida per interpretar l'Adele, la tia de classe alta de l'Adriana que amaga un important secret familiar de la seva neboda. Bonaiuto és conegut per ser el protagonista de la pel·lícula d'ambientació napolitana L'amore molesto de Mario Martone, basada en la novel·la homònima d’Elena Ferrante.
L'«icona gai de l'entreteniment napolità» Peppe Barra, gairebé exclusivament cantant i actor de teatre, interpreta el paper de Pasquale, un històric freqüentador del saló d'Adele i amic de la seva família. Barra va descriure el seu personatge com «una figura materna per a l'Adriana, la protagonista, una mica com ho és Nàpols per als qui l'estimen i hi viuen»

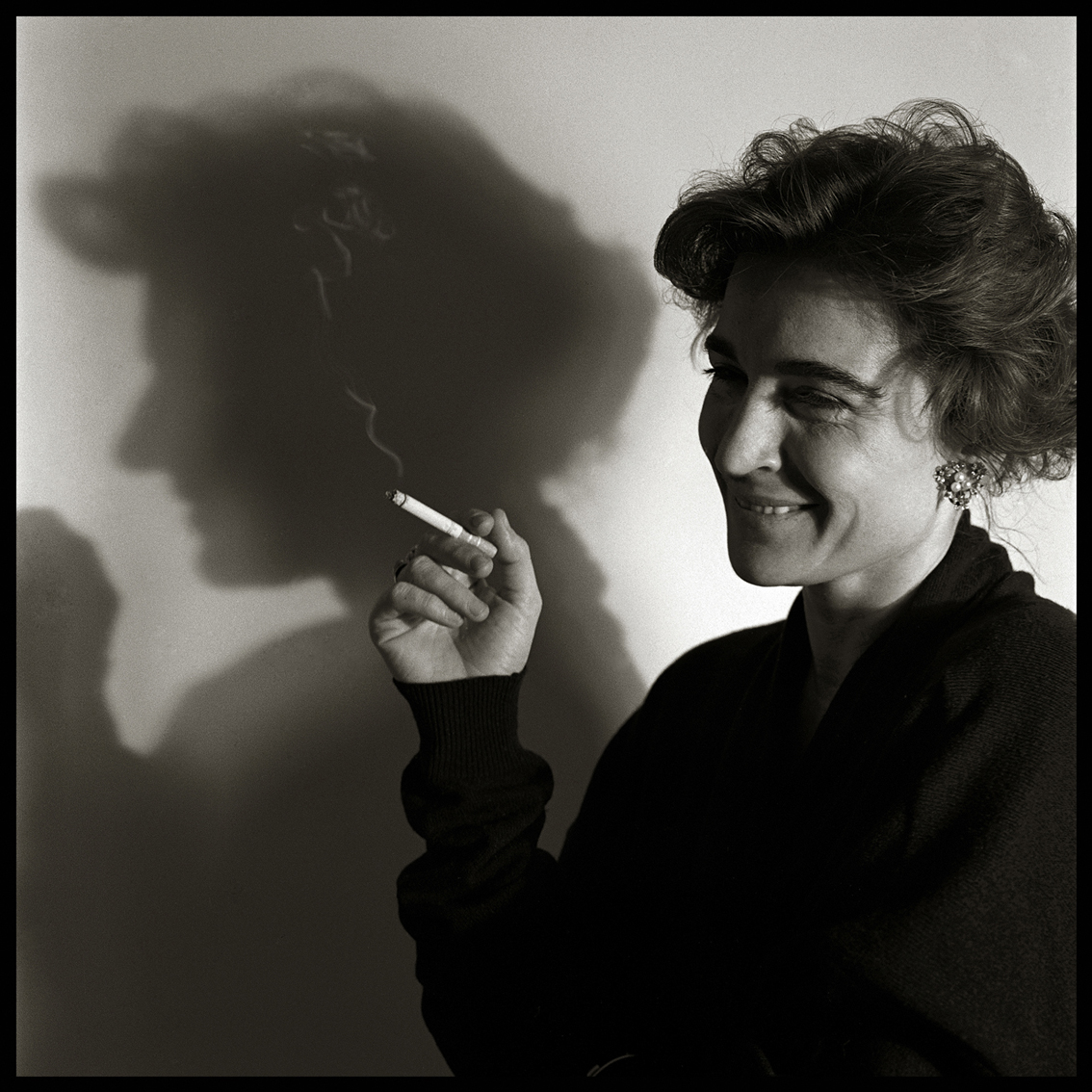
L'actriu Lina Sastri

Maria Pia Calzone, també a la seva primera experiència, interpreta Rosaria, la comissària de policia que investiga l'assassinat d'Andrea. Durant la roda de premsa va revelar que havia treballat la relació entre feminitat i masculinitat: «ser dona i viure en un món una mica "incòmode"», pel que fa a la feina purament masculina que fa el seu personatge. Biagio Forestieri que interpreta el policia Antonio va treballar de manera contrària. L'actor es va centrar en els aspectes de comprensió, acceptació i component maternal que caracteritzen el seu personatge, que estableix una relació empàtica amb el de Giovanna Mezzogiorno.
Una altra actriu que va tenir la seva primera experiència amb el director és Lina Sastri que va dir que li va agrair haver-la «qüestionat i tret de la comoditat», donant-li una «situació de «malestar» important i meravellosa per a una actriu.» A la pel·lícula, en què es va fer rossa distorsionant el seu «aspecte mediterrani», Sastri interpreta a Ludovica que juntament amb Valeria, un personatge interpretat per Isabella Ferrari (ja en la seva tercera col·laboració amb Özpetek) formen una parella de fet de misterioses i inquietants antiquàries.
Altres actors que ja han treballat amb el director són Luisa Ranieri que interpreta el paper de Catena, l'amiga expansiva i vital de l'Adriana; Carmine Recano, que en els flashbacks interpreta el paper del jove pare d'Adriana, Domenico, assassinat per la seva dona Isabella, al seu torn interpretaDA per Mezzogiorno, que a la mateixa pel·lícula interpreta el paper de filla i mare; i Loredana Cannata en el paper de la col·lega de l'Adriana. En petits papers significatius també hi ha Maria Luisa Santella, que interpreta a Donna Assunta, una moderna Sibil·la clavada al llit, i Angela Pagano en el petit paper final de guardià de la Capella Sansevero.

### Rodatge

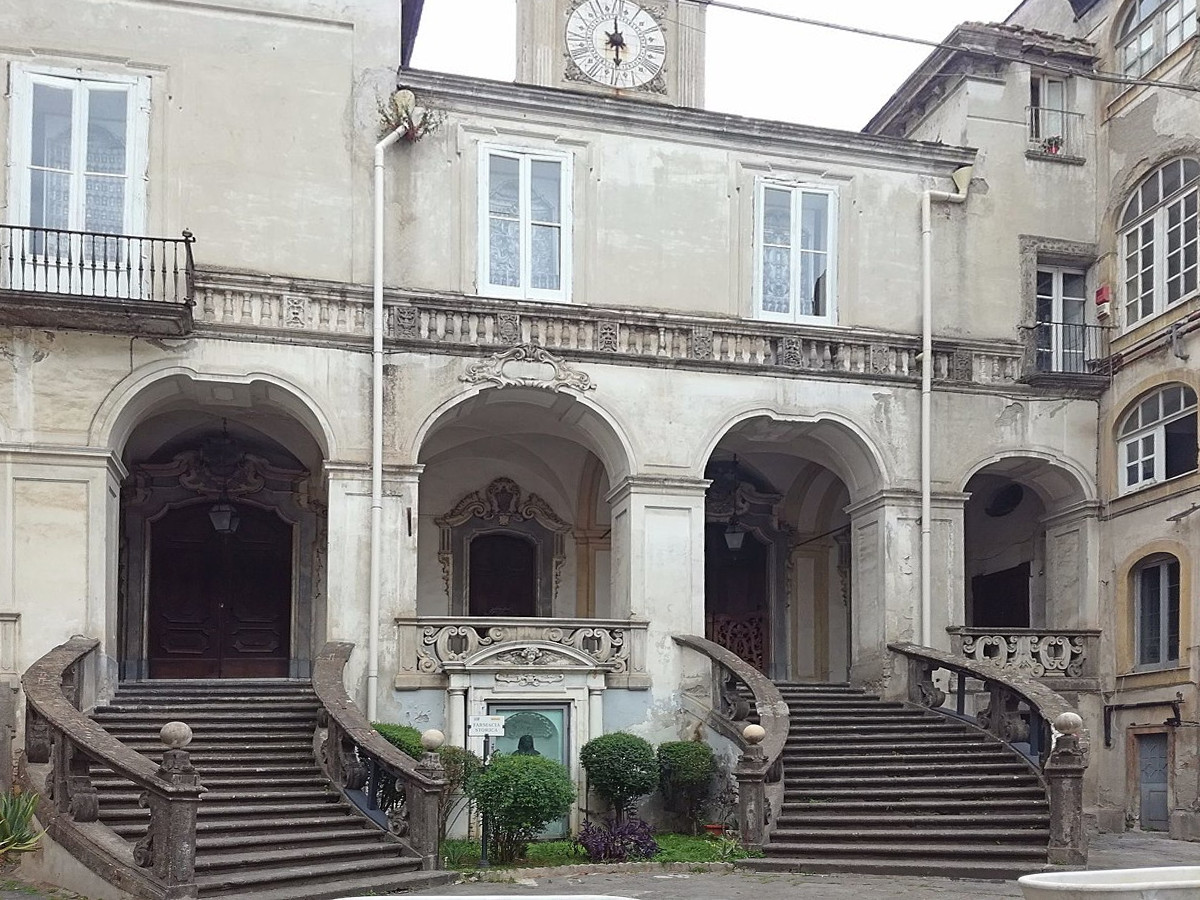
Les escales d'accés al farmacia degli incurabili, on Adriana comunica a Pasquale els suposats números escrits per Andrea al mirall del bany.

El rodatge va tenir lloc íntegrament a Nàpols i va començar el 13 de maig de 2017. L'1 de juliol de 2017, amb una publicació a Facebook, Özpetek va anunciar el final del rodatge.
El rodatge es va dur a terme en diversos llocs de la ciutat de Nàpols. El director va rebutjar la hipòtesi inicial de rodar algunes escenes al cimitero delle Fontanelle, només per després renunciar, anomenant-lo una ubicació "sobreutilitzada". Es van mantenir, però, altres llocs famosos de la ciutat. Algunes escenes van ser filmades al Museu Arqueològic Nacional de Nàpols, en particular a la "sala secreta" on Adriana té una cita amb Andrea; l'interior i l'exterior de la farmacia degli incurabili, on treballa Pasquale; al castel Sant'Elmo; la Galleria Principe on juguen al bottari, les amigues de Pasquale, Adriana i Catena; i la Capella Sansevero, on està ambientada l'última part de la pel·lícula.

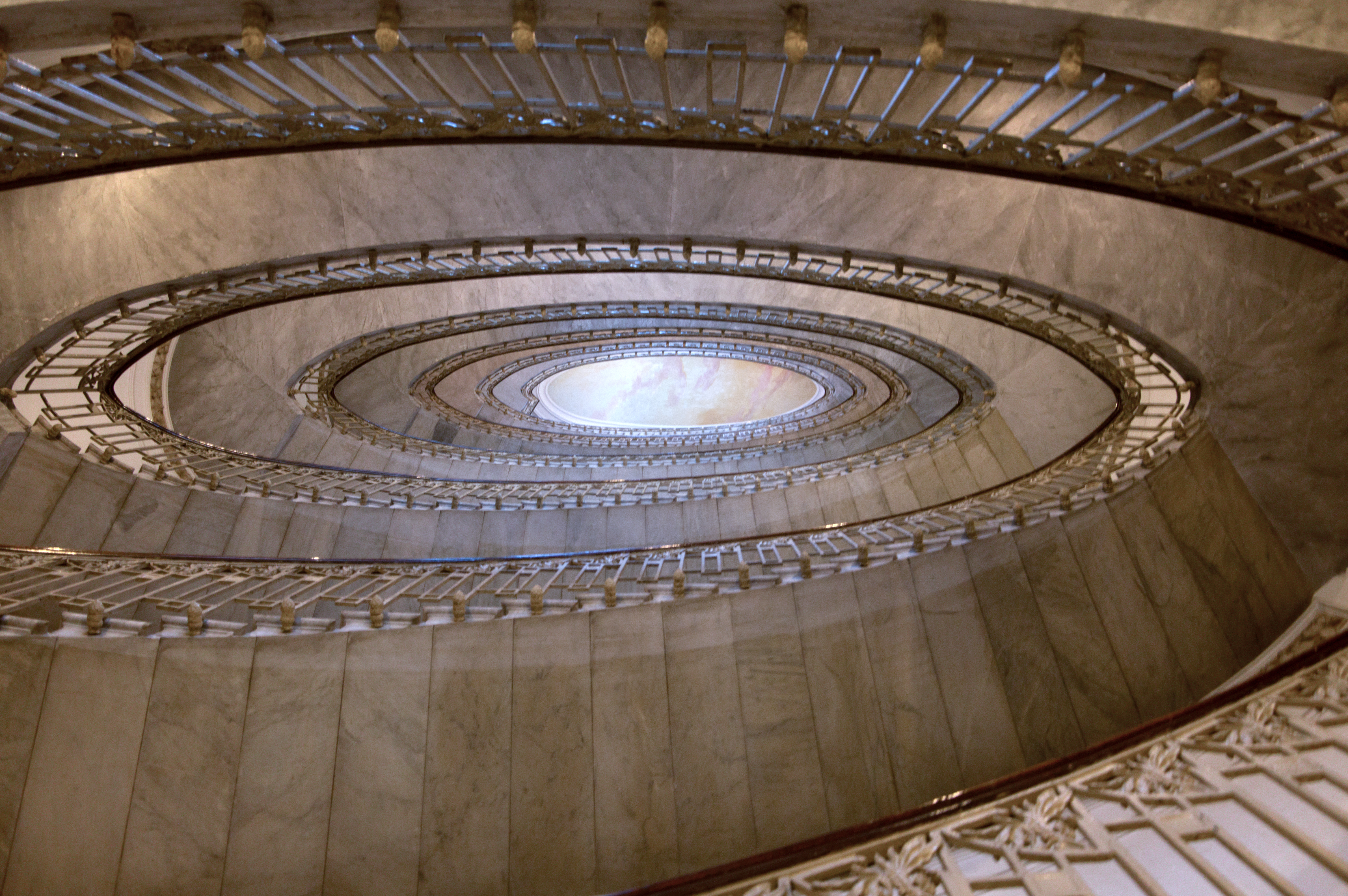
L'escala helicoïdal del Palazzo Mannajuolo

També es va rodar a algunes estacions de metro de Nàpols: Garibaldi, Ajuntament, Toledo (on Adriana veu Luca per primera vegada) i Universitat. Les escenes de la santa Dona Assunta es van filmar en canvi a l'antic convent napolità prop de via San Nicola al Nilo, avui Santa Fede Liberata. Mentre que per crear l'apartament de la protagonista Adriana, Özpetek feia servir la casa particular d'una amiga seva, «que va acceptar que l'escenògraf la reformés completament» per a necessitats cinematogràfiques.
Com a casa de l'Adele, la tia de l'Adriana, el director va combinar una sèrie d'elements de diferents llocs. Les escenes dins l'apartament es van rodar al Palazzo Sanchez de Leon, que ja havia aparegut al cinema com a plató de només dues pel·lícules: L'oro di Napoli i Viatge a Itàlia, pertanyent al príncep Caracciolo, que va donar permís a Özpetek, de qui es va fer amic, per utilitzar el seu palau com a plató.
La part exterior de la casa, en particular les escales per accedir a l'apartament d'Adele
són els del Palazzo Mannajuolo, un edifici del districte de Chiaia. Les escales van ser dissenyades per l'arquitecte Giulio Ulisse Arata, en col·laboració amb l'enginyer Giuseppe Mannajuolo, en el període 1909-1911. Un altre lloc a prop de la casa d'Adele segons la pel·lícula és Piazza del Gesù Nuovo: Adriana, de fet, sovint travessa la plaça per visitar o sortir de la casa de la seva tia.

## Banda sonora
La banda sonora està íntegrament comissariada pel músic i compositor Pasquale Catalano. L'àlbum de la banda sonora es va publicar el 28 de desembre de 2017, el mateix dia de la distribució de la pel·lícula, al segell Fenix Entertainment/ Warner Chappell Music Italiana.
L'àlbum conté dues cançons en dialecte napolità, Senza voce i Vasame d’Enzo Gragnaniello: la primera interpretada per Pietra Montecorvino, la segona per Arisa. Ferzan Özpetek va dir que va escoltar Vasame interpretada per Peppe Barra acompanyat per la guitarra per primera vegada, després d'un sopar a casa d'aquest últim durant el període de rodatge. Impressionat per la cançó, el director va voler incloure-la a la pel·lícula, però la discogràfica va demanar una intèrpret femenina. Per tant, Özpetek es va posar en contacte amb Arisa, una cantant que apreciava especialment i amb qui ja estava en contacte, demanant-li una interpretació intensa amb una veu que sembla tensar.

## Promoció
| «                         | Una trobada, un crim, una ciutat plena de secrets. | » |
| — Slogan de la pel·lícula |                                                    |   |

El primer tràiler teaser de la pel·lícula es va publicar el 27 d'octubre de 2017 seguida el 13 de novembre després del primer pòster teaser, que representa l'ull de la sort, un objecte que té un paper incisiu en la trama del llargmetratge.
El tràiler ampliat es va publicar el 24 de novembre de 2017 que va ser seguit de la publicació del cartell oficial el 30 de novembre que representa Giovanna Mezzogiorno i Alessandro Borghi.El 15 de desembre de 2017 es van publicar finalment els pòsters dels personatges interpretats per Mezzogiorno i Borghi.

## Distribució
La pel·lícula es va distribuir en 350 còpies als cinemes italians a partir del 28 de desembre de 2017.

## Recepció

### Taquilla
El primer cap de setmana de projecció als cinemes, la pel·lícula va debutar en quarta posició amb una recaptació de 1.560.503 €.

## Reconeixements
- 2018 – Ciak d'oro[26][27]
  - Millor escenografia a Ivana Gargiulo e Deniz Gokturk Kobanbay
  - Millor vestuari a Alessandro Lai
  - Nominació al Millor actriu secundària a Anna Bonaiuto
  - Nominació al Millor fotografia a Gian Filippo Corticelli
  - Nominació al Millor so en directe a Fabio Conca, Giuliano Marcaccini, Daniele De Angelis
- 2018 – David di Donatello[28][29]
  - Millor fotografia a Gian Filippo Corticelli
  - Millor escenografia a Deniz Gokturk Kobanbay i Ivana Gargiulo
  - Nominació al David di Donatello al millor director a Ferzan Özpetek
  - Nominació al millor actriu protagonista a Giovanna Mezzogiorno
  - Nominació al millor actor protagonista a Alessandro Borghi
  - Nominació al millor actriu secundària a Anna Bonaiuto
  - Nominació al millor actor secundari a Peppe Barra
  - Nominació al millor banda sonora a Pasquale Catalano
  - Nominació al millor vestuari a Alessandro Lai
  - Nominació al millor maquillatge a Roberto Pastore
  - Nominació al millor enginyer de so a Fabio Conca
- 2018 – Nastro d'argento[30]
  - Millor fotografia a Gian Filippo Corticelli[31]
  - Nominació al millor director a Ferzan Özpetek
  - Nominació a la millor actriu protagonista a Giovanna Mezzogiorno
  - Nominació al millor actor secundari a Peppe Barra
  - Nominació a la millor escenografia a Ivana Gargiulo
  - Nominació per a la millors vestits a Alessandro Lai
  - Nominació al millor so en directe a Fabio Conca
  - Nominació al millor banda sonora a Pasquale Catalano
- 2018 – Premi Flaiano[32]
  - Millor director per Ferzan Özpetek